# Ptýrov
Ptýrov (en allemand : Groß Ptejrow) est une commune du district de Mladá Boleslav, dans la région de Bohême-Centrale, en République tchèque. Sa population s'élevait à 298 habitants en 2020.

## Géographie
Ptýrov se trouve à 3 km au sud-ouest de Mnichovo Hradiště, à 11 km au nord-nord-est de Mladá Boleslav et à 60 km au nord-est de Prague.
La commune est limitée par Klášter Hradiště nad Jizerou au nord, par Mnichovo Hradiště à l'est, par Bakov nad Jizerou au sud, et par Nová Ves u Bakova et Bílá Hlína à l'ouest.

## Histoire
La première mention écrite de la localité date de 1345.

## Administration
La commune se compose de quatre quartiers :
- Ptýrov
- Čihátka
- Maníkovice
- Ptýrovec

## Transports
Par la route, Ptýrov se trouve à 5,5 km de Mnichovo Hradiště, à 21 km de Mladá Boleslav et à 77 km du centre de Prague.